# یاکوبی
یاکوبی یک منطقهٔ مسکونی در افغانستان است که در ولسوالی صبری واقع شده‌است. یاکوبی ۱٬۱۱۳ متر بالاتر از سطح دریا واقع شده‌است.